# German Maratovich Amrakhov
German Maratovich Amrakhov (tiếng Nga: Герман Маратович Амрахов; sinh ngày 31 tháng 3 năm 2000) là một cầu thủ bóng đá người Nga thi đấu cho FC Pskov-747.

## Sự nghiệp câu lạc bộ
Anh có màn ra mắt tại Giải bóng đá chuyên nghiệp quốc gia Nga cho FC Pskov-747 vào ngày 3 tháng 4 năm 2017 trong trận đấu với FC Strogino Moskva.